# Потъването на Созопол
„Потъването на Созопол“ е български игрален филм от 2014 г. Направен е по едноименния роман на Ина Вълчанова, режисьор е Костадин Бонев. Сниман е в продължение на пет седмици, през септември и октомври 2013 г., в Созопол, Ахтопол и Синеморец. Предпремиерно е показан на фестивала Аполония в Созопол на 29 август 2014 г.Лентата е показана и на 12 октомври 2014 г. по време на 32-ри Фестивал на Българския игрален филм „Златна роза“ във Варна, а също и на фестивала Киномания (2014). Официалната премиера на филма в киносалоните е на 3 април 2015 г.

## Сюжет
Внимание:  Текстът по-долу разкрива сюжета на произведението (или части от него)!
Филмът разказва историята на 50-годишния архитект Чавдар Кършев (Чаво), който се отправя към Созопол, града, в който е прекарал младостта си, с 10 бутилки водка. Вярва, че животът му не е минал така, както е трябвало и ще се промени след като изпие последната бутилка. Всяка бутилка отключва негов спомен – раздиращ, драматичен, предателство, бягство, смърт. След като приятелите му научават за това, започват да пристигат един по един при него в Созопол. Постепенно те стават съпричастни с фрагментираните спомени на Чаво и му помагат да ги подреди.

## Актьорски състав
- Деян Донков – архитект Чавдар Кършев – Чаво
- Снежина Петрова – Нева
- Светлана Янчева – Джина
- Стефан Вълдобрев – Док
- Васил Гюров – Джинджи
- Леонид Йовчев – Пламката
- Веселин Мезеклиев – Бащата
- Мирослава Гоговска
- Петя Силянова
- Биляна Казакова – Нел
- Жорета Николова – Джина

## Награди
- „Потъването на Созопол“ получава две награди от 32-ри Фестивал на Българския игрален филм „Златна роза“ във Варна през 2014 г.:[7][8]
  - Награда за най-добра актриса – Снежина Петрова
  - Награда за най-добър сценарий – Ина Вълчанова и Костадин Бонев
- На Международния кино фестивал в Ню Йорк през май 2015 г. е номиниран в седем категории: за най-добър чуждестранен филм, за режисура, за операторско майсторство, Деян Донков за главна мъжка роля, Снежина Петрова за главна женска роля, за поддържаща мъжка роля и за поддържаща женска роля. Печели наградата за най-добър чуждестранен филм.[9]

- Филмът печели награда за актьорски постижения на MIFF (Международен филмов фестивал) в Милано, Италия[10], която се връчва през юли 2015 г.

- Филмът печели награди от Българската филмова академия за 2015 в четири категории.[11]

- - Наградата за поддържаща женска роля на Светлана Янчева (поделена с Параскева Джукелова за „Съдилището“)
  - Наградата за поддържаща мъжка роля на Веселин Мезеклиев
  - Наградата за художник по костюмите на Боряна Семерджиева
  - Наградата за филмов монтаж на Тома Вашаров

- На Независимия международен филмов фестивал в [[Прага – PIFF 2016]], филмът печели три награди: голямата награда „Златен орел“, награда за Костадин Бонев като режисьор и за Константин Занков като най-добър оператор.[12]

- Лентата печели награда за най-добър филм на международния фестивал в Брашов (Румъния), септември 2016 г.[13]

- Наградата за най-добър актьор на Деян Донково на 8-ия МФФ Fest Film Kosova, (Прищина, Косово, 2015).
- Наградата за най-добър игрален филм на 9 Европейски филмов фестивал за независими филми, (Берлин, Германия, 2015).
- Три награди на МКФ на независимото кино в (Лос Анджелис, САЩ, 2015).
  - за режисура
  - актьорски ансамбъл
  - най-добра оригинална музика